# Socha svatého Jana Nepomuckého (Kamenický Šenov)
Socha svatého Jana Nepomuckého v Kamenickém Šenově se nachází v půlkruhovém výklenku v Havlíčkově ulici v Kamenickém Šenově v okrese Česká Lípa. Barokní zpodobení Nepomuka pochází nejspíše z poslední čtvrtiny 18. století. Výklenek je na čelní straně do ulice ohraničen dvěma jednoduchými hranolovými sloupy. V minulosti se mezi nimi nacházela branka. Socha požívá státní památkové ochrany od 20. ledna 1965.

## Popis
Socha světce je vyvýšeně umístěna na plošině oddělené třemi schůdky od úrovně ulice. Uprostřed plošiny se nachází hranolový podstavec dole zakončený masivním soklem. Podstavec je dole od soklu oddělen profilovanou římsou, obdobná římsa je umístěna i v horní části podstavce. Stěny podstavce mají obdélná nápisová zrcadla s vykrajovanými uchy. Na čelní stěně podstavce se nachází reliéf znázorňující lidský jazyk, který je obklopen svatozáří. Vlastní socha světce oděného v kanovnickém rouchu (bez biretu na hlavě) se nachází na nízkém profilovaném podnoží. Postoj těla byl sochařem zachycen v kontrapostu a s krucifixem v náručí. Pravá světcova ruka ohnuta do oblouku vodorovně mírně pod úrovní pravého ramene podpírá střed krucifixu, zatímco ruka levá, umístěná podstatně níže, třímá dlaní dolní konec delšího břevna kříže. Pohled sv. Jana Nepomuckého je orientován tak, že hledí na tělo Ježíšovo (na kříži) s hlavou mírně skloněnou ke svému pravému rameni. Kolem světcovy hlavy září zlatá dělená svatozář doplněná pěticí hvězd.

Další fotografie
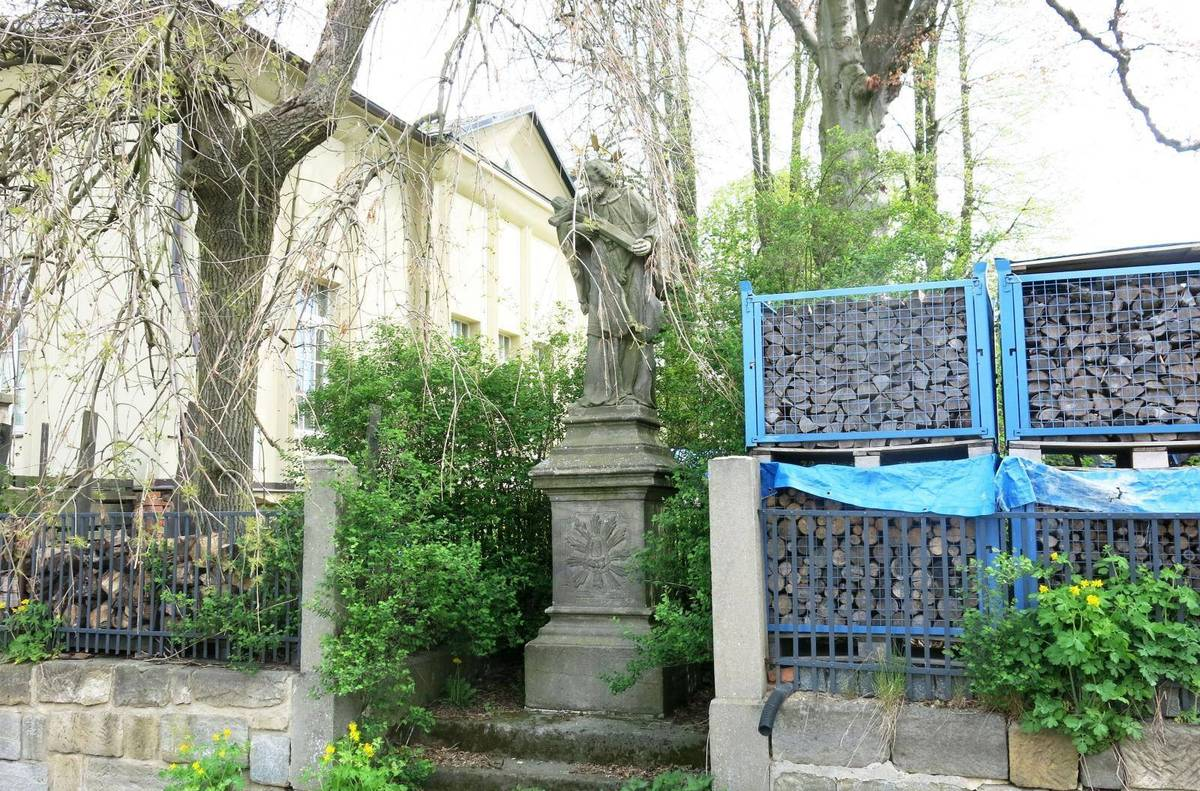
Celkový pohled
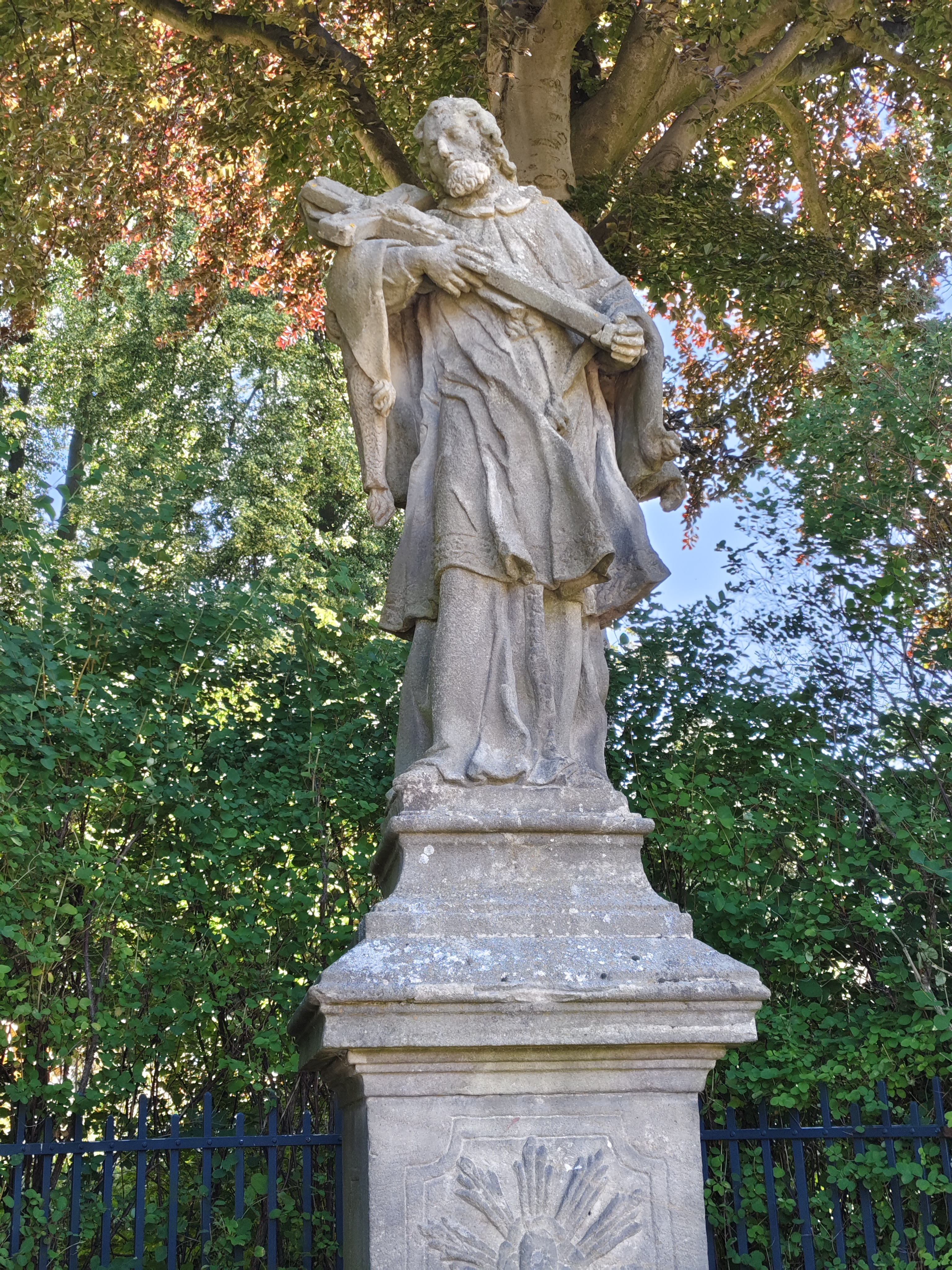
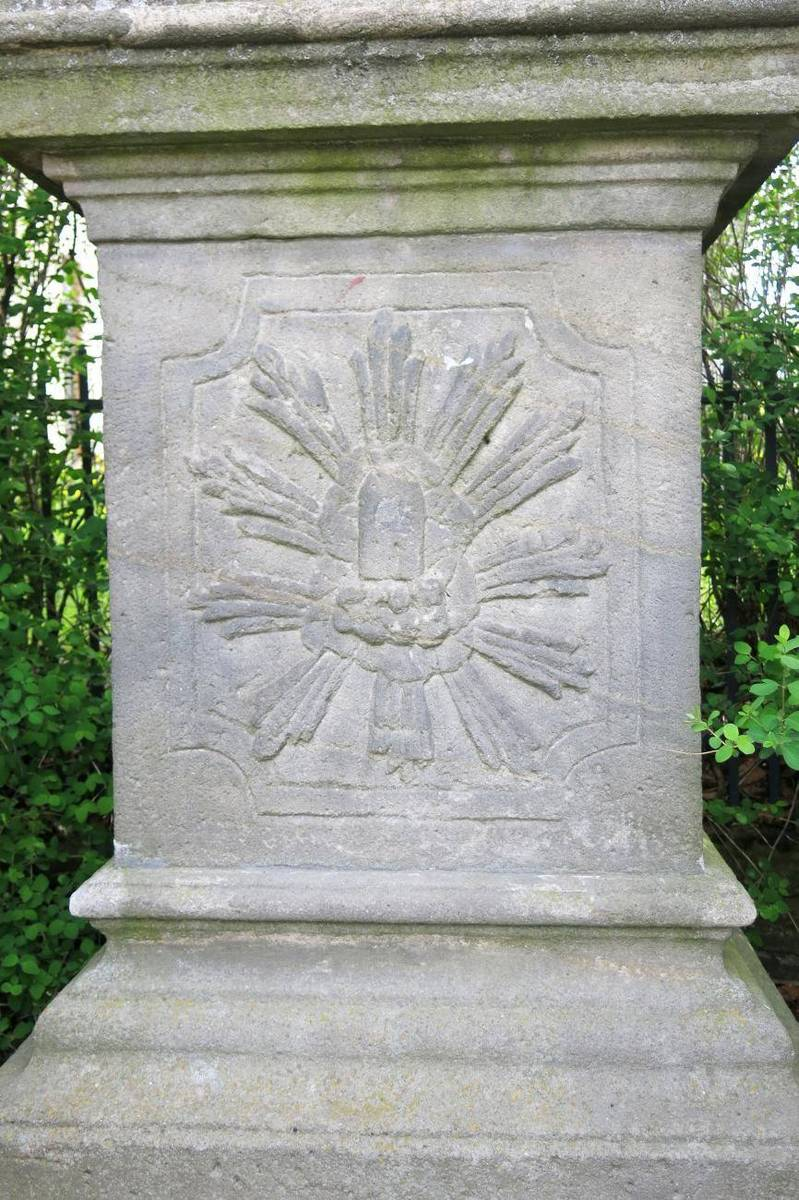
Detail reliéfu jazyka